# 케이트 르 봉
케이트 르 봉(Cate Le Bon, 1983년 3월 4일 ~ )은 웨일스의 가수, 프로듀서이다.

## 음반 목록
- Me Oh My (2009)
- Cyrk (2012)
- Mug Museum (2013)
- Crab Day (2016)
- Reward (2019)